# Billiards Mad
Billiards Mad è un cortometraggio muto del 1912 diretto da Frank Wilson.

## Trama
Un uomo sogna di giocare a biliardo in posti improbabili.

## Produzione
Il film fu prodotto dalla Hepworth.

## Distribuzione
Distribuito dalla Hepworth, il film - un cortometraggio di 122 metri - uscì nelle sale cinematografiche britanniche nel gennaio 1912.